# Lawa (Suriname)
Die Lawa (auch Aoua) ist der ca. 165 km lange rechte Quellfluss des Marowijne (oder Maroni). Er verläuft als Grenzfluss zwischen Suriname und Französisch-Guayana.

## Verlauf
Quellflüsse der Lawa sind der Litani und der Marouini (auch Marowini). Die Lawa und der Tapanahony fließen bei der Flussinsel Stoelmanseiland zum Marowijne zusammen.
Im mittleren Verlauf des Flusses befinden sich viele Goldminen. Bereits im Jahre 1902 wurde unter Gouverneur Cornelis Lely von Suriname der Bau einer Schmalspurbahn, der Lawabahn von Paramaribo aus zur Erschließung dieser Goldlagerstätten beschlossen. Wegen der enttäuschenden Goldumsätze, wurde vom Gleis jedoch nur die erste Hälfte angelegt. Ende der 1980er Jahre kam der Eisenbahnbetrieb vollends zum Erliegen.  

### Überschwemmungen
Nach heftigen Regenfällen kam es im Mai 2006 zu schweren Überschwemmungen im Landesinneren.